# Fes (căciulă)
Fesul este un acoperământ al capului pentru bărbați care poate fi de două tipuri: fie o bonetă de forma capului, fie o pălărie cilindrică fără vârf, ambele, de obicei, de culoare roșie, și, uneori, cu un ciucure atașat la partea de sus. El este numit după orașul marocan Fez, capitala Regatului Maroc până în 1927. Fesul modern a devenit popular în timpul epocii otomane.

## Istoric
Fesul a fost introdus în Peninsula Balcanică, inițial în timpul stăpânirii bizantine și, ulterior, în timpul stăpânirii otomane în care diferite popoare slave, mai ales bosniaci și sârbi, au început să-l poarte pe cap.
Fesul este o parte a vestimentației tradiționale din Cipru și este încă purtat de unii ciprioți și în prezent. În mod tradițional, femeile purtau un fes roșu pe cap, în loc de văl, în timp ce bărbații purtau un fes negru sau roșu. Fesul a fost uneori purtate de bărbați căptușite cu material (similar cu un keffiyehul sau turbanul) în jurul bazei. În călătoria sa din 1811 în Cipru, John Pinkerton descrie fesul ca fiind „un acoperământ de culoare roșie căptușit cu blană”, parte a unei „ținute proprii grecești”. În Peninsula Karpass sunt purtate fesuri albe, un stil considerat a fi inspirat din vechea ținută greco-feniciană cipriotă, păstrând acoperământul de cap al bărbaților de acum  2.700 de ani.

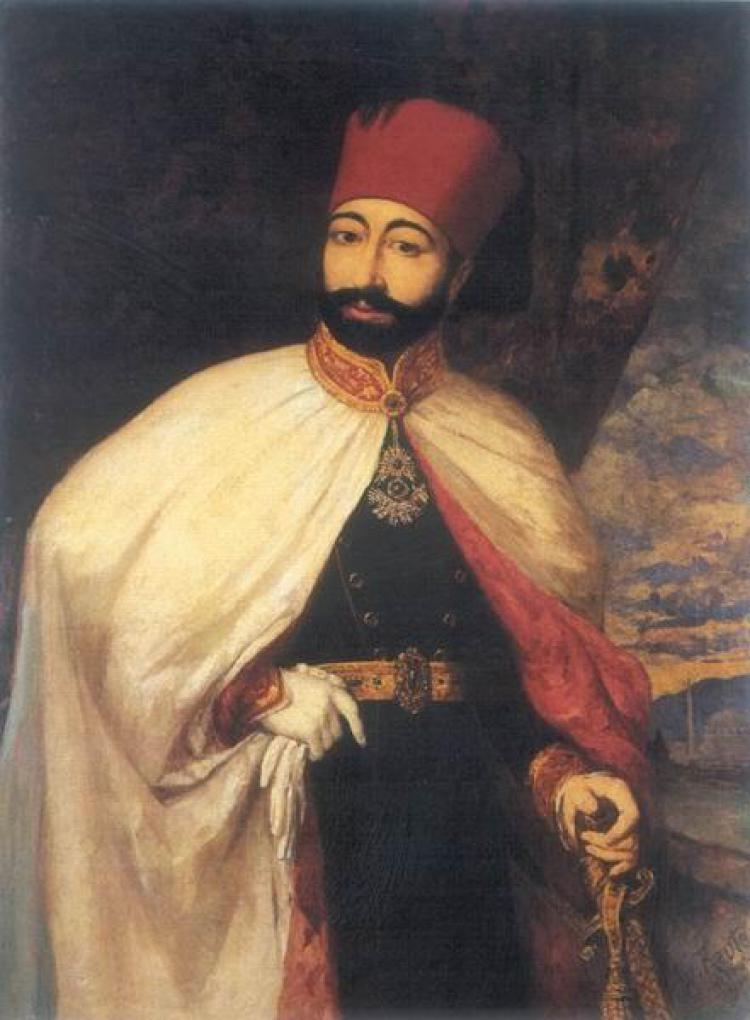
Portretul sultanului otoman Mahmud al II-lea după reforma vestimentației din vremea sa.

În 1826 sultanul Mahmud al II-lea al Imperiului Otoman a desființat corpul ienicerilor și a inițiat reforme militare. Armata turcă modernizată a adoptat uniforme în stil occidental și un fes căptușit cu pânză ca acoperământ de cap. În 1829 sultanul a ordonat funcționarii săi publici să poarte fes și a interzis, de asemenea, purtarea turbanelor. Intenția a fost de a constrânge populația să poarte o vestimentație modernă, iar planul a avut succes. Această măsură a avut un rol egalitarist, a înlocuit vechile legi care semnalau vestimentar rangul, religia și ocupația și a permis oamenilor bogați nemusulmani să-și arate bogăția în competiția cu musulmanii, prefigurând reformele din perioada Tanzimatului. Deși negustorii și meseriașii au respins în general fesul, el a devenit un simbol al modernității în întreg Orientul Apropiat, inspirând adoptarea unor decrete similare în alte țări (cum ar fi Iranul, în 1873).
Anexarea Bosniei și Herțegovinei de către Austro-Ungaria în 1908 a determinat un boicot al mărfurilor austriece, care a devenit cunoscut sub numele de „Boicotul Fesurilor” din cauza monopolului austriecilor pentru producerea pălăriilor. Obiceiul purtării fesului a supraviețuit, dar boicotul întins pe perioada unui an a adus sfârșitul universalității sale în Imperiul Otoman și alte stiluri au devenit acceptabile social.

### Simbolism
Inițial un simbol al modernității otomane, fesul a ajuns să fie văzut de-a lungul timpului ca parte a identității culturale „orientale”. Considerat în Occident ca fiind exotic și romantic, a făcut parte din vestimentația de lux la modă în Statele Unite ale Americii și Marea Britanie în deceniile din prejma începutului secolului al XX-lea. Fesul a fost un element vestimentar tradițional până când  Mustafa Kemal Atatürk l-a interzis în Turcia în 1925, ca parte a reformelor lui modernizatoare. De atunci, fezul nu a mai făcut parte din vestimentația bărbaților turci.

## Uz militar

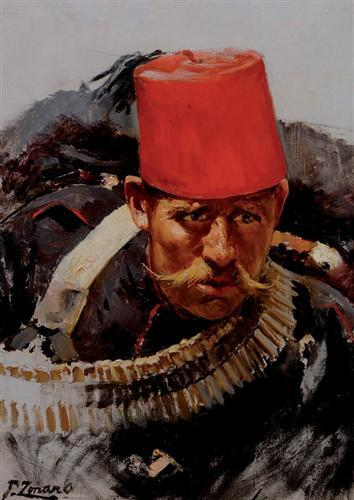
Soldat otoman în timpul Bătăliei de la Domokos, pictură realizată de Fausto Zonaro.

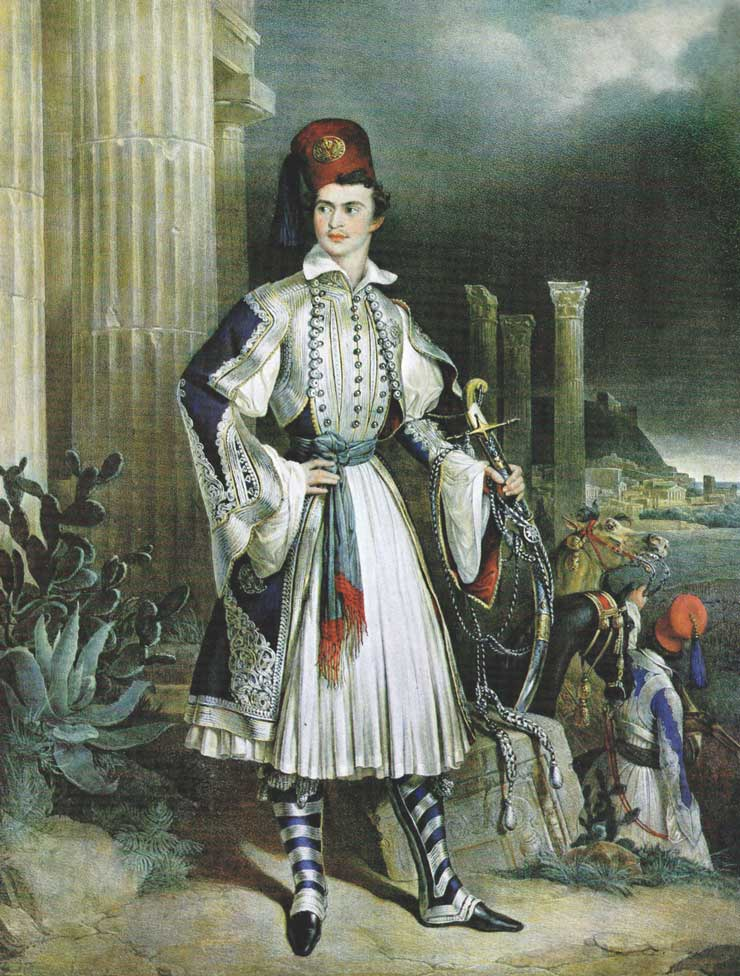
Otto al Greciei în uniformă de soldat evzon.

O variantă a fesului a fost folosită ca acoperământ de cap pentru militari în perioada anilor 1400–1700 (un coif rotund în jurul căruia atârna un strat de zale pentru a proteja gâtul și partea superioară a umărului). Fesul roșu fes cu ciucure albastru a intrat în vestimentația Armatei Turcești începând de pe la 1840 până la introducerea unei uniforme kaki și a caschetei coloniale în 1910. Singurele excepții semnificative au fost în cadrul trupelor de cavalerie și al unor unități de artilerie, care au purtat o căciulă din blană de miel cu pânză albastră în partea de sus. Militarii albanezi au purtat o variantă albă a fesului, asemănătoare pălăriei lor tradiționale qeleshe. În timpul Primului Război Mondial fesul a fost încă purtat de unele unități navale de rezervă și, ocazional, de către soldați, atunci când se aflau în afara serviciului. Regimentele de evzoni (infanterie ușoară) din Armata Greacă au purtat propria lor versiune distinctivă de fes din 1837 până la Al Doilea Război Mondial. Fesul face parte acum din uniforma de paradă a Gărzii Prezidențiale din Atena.

## Uz internațional
În Orientul Mijlociu și Africa de Nord, fesul este purtat acum, în mare măsură, de către personalul de serviciu din unitățile turistice.

## Legături externe
Materiale media legate de Fes la Wikimedia Commons